# Avi Shlaim

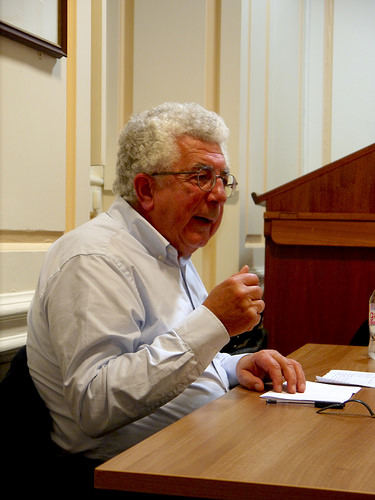
Avi Shlaim (2015)

Avraham „Avi“ Shlaim (* 31. Oktober 1945 in Bagdad, Irak) ist ein britisch-israelischer Historiker und emeritierter Professor für Internationale Beziehungen jüdisch-irakischer Herkunft.

## Leben
Avi Shlaim wurde in Bagdad geboren und wuchs ab 1950 im israelischen Ramat Gan auf, nachdem seine wohlhabende jüdische Familie sich gezwungen sah, in den zwei Jahre zuvor gegründeten Staat auszuwandern.
Mit 16 ging er 1962 auf Initiative seiner Mutter nach London, wo sein Onkel lebte, und besuchte dort eine jüdische Privatschule. Noch vor der israelischen hatte er bereits die britische Staatsangehörigkeit besessen. 1964 kehrte er nach Israel zurück, um dort bis 1966 seinen Wehrdienst abzuleisten.
Von 1966 bis 1969 studierte Shlaim am Jesus College der Universität Cambridge Geschichte (Abschluss: Bachelor of Arts) und erwarb 1969/70 an der London School of Economics den M.Sc. in Internationale Beziehungen. Nach einer Promotion an der Universität Reading lehrte er dort von 1970 bis 1987 Politikwissenschaften mit dem Schwerpunkt Europäische Union. 1987 wechselte er an das St Antony’s College der Universität Oxford, wo er bis zu seiner Emeritierung 2006 als Professor für Internationale Beziehungen tätig war. 2006 wurde er zum Fellow der British Academy gewählt.
Sein hauptsächliches Forschungsinteresse galt zunächst dem europäischen Integrationsprozess. Sein Interesse für die jüngere Geschichte Israels  wurde insbesondere durch die Dissertationsschrift Ilan Pappes geweckt, die er an der Universität Oxford als Gutachter zu lesen bekam.
Mit seinen in Großbritannien veröffentlichten wissenschaftlichen und publizistischen Texten zum israelisch-arabischen Konflikt wurde er schließlich einer größeren Öffentlichkeit bekannt – zwischen 2000 und 2005 wurden von seinem Buch The Iron Wall: Israel and the Arab World rund 45.000 Ausgaben verkauft. Dies war 2005 sein erstes Buch, das in Israel in einer hebräischen Übersetzung erschien.
Er publiziert in verschiedenen Zeitschriften, vor allem im britischen The Guardian. Dort veröffentlichte er im Januar 2009 einen offenen Brief, in dem er Israels Rolle im Gaza-Krieg verurteilte. In einem seiner Artikel für den Spectator nannte er Benjamin Netanyahu einen „Befürworter der Doktrin des permanenten Konflikts“; seine Politik beschrieb er als den Versuch, eine friedliche Konfliktlösung auszuschließen.

## Positionen
Shlaim wird zu den Neuen Israelischen Historikern gezählt, die zwar mit unterschiedlichen Schwerpunkten, aber wie er unter Nutzung von Originaldokumenten aus zuvor nicht zugänglichen staatlichen Archiven, wichtige etablierte Grundsätze der offiziellen Geschichtsschreibung in Frage stellen und teilweise widerlegen.
1999 und 2014 legte er in The Iron Wall: Israel and the Arab World seine Auffassung dar, der Artikel Jabotinskys Die eiserne Mauer, der zur „Bibel der Revisionisten“ geworden sei, würde meist missverstanden, von Gegnern des Zionismus ebenso wie von Vertretern des Revisionismus selbst. Jabotinskys Ausführungen zur „eisernen Mauer“ seien auf die damalige Situation bezogen zu verstehen. Langfristiges Ziel, so zeige ein genaues Verständnis des Artikels, sei für Jabotinsky die politische Autonomie der Araber innerhalb eines jüdischen Staates gewesen. Er habe in den Texten die palästinensischen Araber als Nation verstanden, entsprechend habe er ihren Anspruch auf einige, wenn auch begrenzte nationale Rechte (some national rights, albeit limited ones) anerkannt, nicht nur auf individuelle Rechte.
Shlaim vertritt die Auffassung, dass dieses Denken, auch wenn es zunächst von David Ben-Gurion und seinen Kollegen abgelehnt wurde, nach kurzer Zeit von ihm und allen zionistischen Führern auch der Labour-Fraktion übernommen worden und zum leitenden Prinzip geworden sei, das gegen verhandlungswillige Politiker wie Moshe Sharett durchgesetzt worden sei. Dabei hätten aber alle Politiker mit der Ausnahme Rabins nur den ersten Teil der Strategie Jabotinskys umgesetzt; die Bildung und Verteidigung der Mauer, die Friedensangebote der arabischen Seite seien aber im Interesse einer expansionistischen Politik ignoriert worden. In der Neuauflage von 2014 zieht Shlaim das Fazit, die IDF (Israeli Defence Forces) hätten sich „in die Polizeigewalt einer brutalen Kolonialmacht verwandelt“.
Avi Shlaim rief 2005 bei einem Besuch in Norwegen zu Sanktionen gegen Israel auf, denn 40 Prozent des israelischen Außenhandels seien mit der EU und nicht den USA. Er erklärte, dass die einzige Hoffnung auf eine Zukunft zwischen Israel und den Palästinensern ist, dass Europa eine entscheidende Rolle spielt. Ökonomische Sanktionen sind ein Mittel.
Im Dezember 2020 rief er den neu gewählten US-Präsidenten Joe Biden zu einer Abkehr von der traditionellen Politik der bedingungslosen Unterstützung Israels auf und plädierte stattdessen für die Vermittlung von Verhandlungen zwischen Israel und den Palästinensern auf Basis der Arabischen Friedensinitiative von 2002. Israelische Unnachgiebigkeit solle dabei Bestrafungen in Form von Einschränkungen von US-Unterstützung zur Folge haben.
Im Oktober 2023 unterzeichnete Shlaim gemeinsam mit mehr als 40 anderen Wissenschaftlern der Universität Oxford (darunter John Broome, Patricia Clavin, Jeff McMahan, Henry Shue und Amia Srinivasan) einen offenen Brief, in dem sie den Terrorangriff der Hamas auf Israel am 7. Oktober, aber auch die Angriffe der israelischen Armee auf die Zivilbevölkerung in Gaza verurteilten und die britische Regierung dazu aufriefen, eine sofortige Einstellung des israelischen Angriffs auf Gaza zu fordern. Shlaim sagte, dass die Hamas nicht lediglich eine Terrororganisation sei, sondern auch eine politische Partei mit bewaffnetem Arm, eine soziale Bewegung mit Zugang zu den Massen, die durch das Scheitern der PLO im Kampf um Freiheit und Unabhängigkeit ihre Macht erhielt. Die Hamas-Charta von 1988 bezeichnet Shlaim als antisemitisch. Sechs israelische Moralphilosophen reagierten auf den von ihm mitunterzeichneten offenen Brief ihrerseits mit einem offenen Brief und warfen den Oxford-Gelehrten vor, „die Radikalität der Taten und die unglaubliche Grausamkeit“ der Hamas zu ignorieren; sie schrieben, dass dies die starke Reaktion Israels rechtfertige.
Laut Shlaim bedinge das israelische Vorgehen in den palästinensischen Autonomiegebieten das, was er als „zionistischer Faschismus“ beschreibt.

## Rezeption
Die italienisch-französische Historikerin und Schriftstellerin Diana Pinto befand, dass Shlaims Arbeiten wie die anderer neuer israelischer Historiker im Ausland eine viel größere Resonanz als in den innerisraelischen politischen Debatten fänden.

## Publikationen (Auswahl)
als Autor
- The United States and the Berlin Blockade 1948–1949. A study in crisis Decision-Making. University Press, Berkeley, Calif. 1989, ISBN 0-520-06619-7 (International crisis behavior series; 2).
- The Politics of Partition. King Abdullah, the Zionists and Palestine 1921–1951; a concise History. University Press, Oxford 1990, ISBN 0-19-285223-X (früherer Titel: Collusion across the Jordan).
- War and Peace in the Middle East. Penguin Books, New York 1995, ISBN 0-14-024564-2.
- The Iron Wall. Israel and the Arab World. Norton Press, New York 2000, ISBN 0-393-32112-6.
- Lion of Jordan. The life of King Hussein in war and peace. Alfred Knopf, New York 2008, ISBN 978-1-4000-4305-7.
- Israel and Palestine. Reappraisals, revisions, refutations. Verso Books, London 2009, ISBN 978-1-84467-366-7.
- Three Worlds. Memoirs of an Arab-Jew. Oneworld, 2023, ISBN 0-86154-463-3.
- Genocide in Gaza: Israel’s Long War on Palestine. Mit einem Vorwort von Francesca Albanese. Irish Pages, Dublin 2025, ISBN 978-1-7390902-2-7

als Herausgeber
- The Cold War and the Middle East. Clarendon Press, Oxford 1997, ISBN 0-19-829099-3.